# Stadion Centralny w Kłajpedzie
Stadion Centralny w Kłajpedzie (lit. Klaipėdos centrinis stadionas) - stadion piłkarski w Kłajpedzie na którym rozgrywa swoje mecze Atlantas Kłajpeda i FC Klaipėda. Pojemność stadionu to 4 940 miejsc siedzących część z nich jest zadaszona. Stadion posiada sztuczne oświetlenie, ośmiotorową tartanową bieżnie lekkoatletyczną, stanowisko do rzutu młotem i tablice świetlną. Obiekt spełnia wymogi kategorii 2 UEFA. W latach 1946, 1980, 1982 i 2009-2010 stadion był modernizowany, podczas ostatniej modernizacji zostało zamontowane sztuczne oświetlenie, wymieniono murawę, wyremontowano trybuny i wybudowano parking. Obok stadionie znajduje boisko treningowe.